# Lothar Milde
Lothar Milde (ur. 8 listopada 1934 w Halle) – niemiecki lekkoatleta reprezentujący Niemiecką Republikę Demokratyczną, który specjalizował się w rzucie dyskiem.
Rozpoczął karierę międzynarodową od występu na igrzyskach olimpijskich w 1960 w Rzymie, gdzie zajął 12. miejsce. Na mistrzostwach Europy w 1962 w Belgradzie zdobył brązowy medal, przegrywając jedynie z Władimirem Trusieniowem ze Związku Radzieckiego i Ceesem Kochem z Holandii, a wyprzedzając obrońcę tytułu Edmunda Piątkowskiego. Występ Mildego na igrzyskach olimpijskich w 1964 w Tokio był nieudany – zajął w kwalifikacjach 14. miejsce i nie wszedł do finału. Na mistrzostwach Europy w 1966 w Budapeszcie powtórzył swój sukces sprzed czterech lat i ponownie zdobył brązowy medal, tym razem za swymi kolegami z reprezentacji NRD Detlefem Thorithem i Hartmutem Loschem.
Na igrzyskach olimpijskich w 1968 w Meksyku odniósł swój największy sukces zdobywając srebrny medal. Przegrał tylko z Alem Oerterem, który po raz czwarty został mistrzem olimpijskim. Na mistrzostwach Europy w 1969 w Atenach po raz trzeci wywalczył brązowy medal, a na swych czwartych mistrzostwach Europy w 1971 w Helsinkach został wicemistrzem, przegrywając jedynie z Ludvíkiem Dankiem z Czechosłowacji.
Milde był mistrzem NRD w latach 1961, 1962, 1963, 1968, 1969 i 1971, a także brązowym medalistą w 1959, 1960, 1966 i 1970. Od 1966 do 1971 był kapitanem lekkoatletycznej reprezentacji NRD.
Jedenaście razy poprawiał rekord NRD w rzucie dyskiem, doprowadzając go do wyniku 64,16 m (4 października 1969, Cottbus). Był to również jego rekord życiowy.

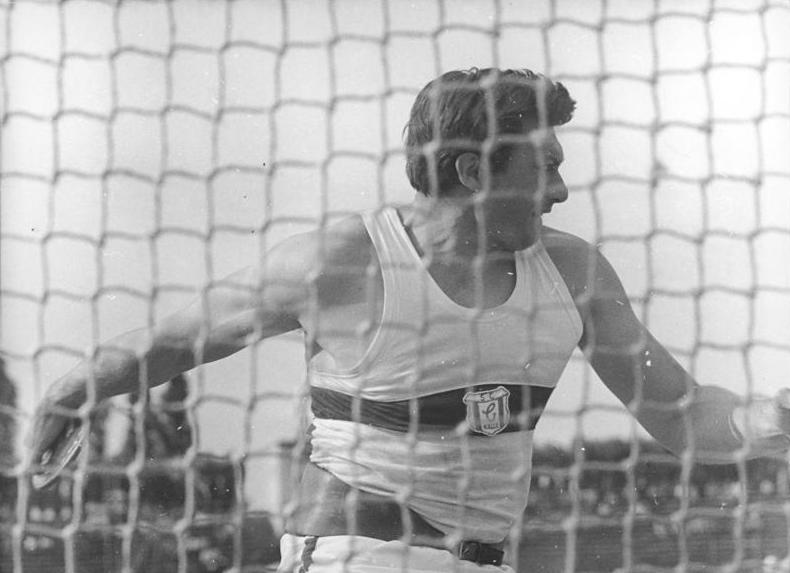
Lothar Milde w 1969